# Olympische Sommerspiele 1976/Rudern
Bei den XXI. Olympischen Sommerspielen 1976 in Montreal fanden 14 Wettkämpfe im Rudern statt. Das erste Mal nahmen Frauen bei den Olympischen Spielen im Rudern teil.

## Bilanz

### Medaillenspiegel
| Platz | Land               | Gold | Silber | Bronze | Gesamt |
| ----- | ------------------ | ---- | ------ | ------ | ------ |
| 1     | DDR                | 9    | 3      | 2      | 14     |
| 2     | Bulgarien          | 2    | 1      | –      | 3      |
| 3     | Sowjetunion        | 1    | 4      | 4      | 9      |
| 4     | Norwegen           | 1    | 1      | –      | 2      |
| 5     | Finnland           | 1    | –      | –      | 1      |
| 6     | Vereinigte Staaten | –    | 2      | 1      | 3      |
| 7     | Großbritannien     | –    | 2      | –      | 2      |
| 8     | BR Deutschland     | –    | 1      | 3      | 4      |
| 9     | Tschechoslowakei   | –    | –      | 2      | 2      |
| 10    | Neuseeland         | –    | –      | 1      | 1      |
| 10    | Rumänien           | –    | –      | 1      | 1      |

### Medaillengewinner
| Konkurrenz             | Gold | Silber | Bronze |
| ---------------------- | --- | --- | --- |
| Einer                  | Pertti Karppinen | Peter-Michael Kolbe | Joachim Dreifke |
| Doppelzweier           | Norwegen Frank Hansen Alf Hansen | Großbritannien Christopher Baillieu Michael Hart | DDR Hans-Ulrich Schmied Jürgen Bertow                                                                                              |
| Zweier ohne Steuermann | DDR Jörg Landvoigt Bernd Landvoigt | Vereinigte Staaten Calvin Coffey Mike Staines | BR Deutschland Peter van Roye Thomas Strauß                                                                                        |
| Zweier mit Steuermann  | DDR Harald Jährling Friedrich-Wilhelm Ulrich Georg Spohr                                                                                                   | Sowjetunion Dmitri Bechterew Juri Schurkalow Juri Lorenzson                                                                                          | Tschechoslowakei Oldřich Svojanovský Pavel Svojanovský Ludvík Vébr                                                                 |
| Doppelvierer           | DDR Wolfgang Güldenpfennig Rüdiger Reiche Karl-Heinz Bußert Michael Wolfgramm                                                                              | Sowjetunion Jewgeni Dulejew Juri Jakimow Aivars Lazdenieks Vytautas Butkus                                                                           | Tschechoslowakei Jaroslav Hellebrand Václav Vochoska Zdeněk Pecka Vladek Lacina                                                    |
| Vierer ohne Steuermann | DDR Siegfried Brietzke Andreas Decker Stefan Semmler Wolfgang Mager                                                                                        | Norwegen Ole Nafstad Arne Bergodd Finn Tveter Rolf Andreassen                                                                                        | Sowjetunion Raul Arnemann Nikolai Kusnezow Waleri Dolinin Anuschawan Gassan-Dschalalow                                             |
| Vierer mit Steuermann  | Sowjetunion Wladimir Jeschinow Nikolai Iwanow Michail Kusnezow Alexander Klepikow Alexander Lukjanow                                                       | DDR Andreas Schulz Rüdiger Kunze Walter Dießner Ullrich Dießner Johannes Thomas                                                                      | BR Deutschland Hans-Johann Färber Ralph Kubail Siegfried Fricke Peter Niehusen Hartmut Wenzel                                      |
| Achter                 | DDR Bernd Baumgart Gottfried Döhn Werner Klatt Roland Kostulski Hans-Joachim Lück Dieter Wendisch Ulrich Karnatz Karl-Heinz Prudöhl Karl-Heinz Danielowski | Großbritannien Richard Lester John Yallop Timothy Crooks Hugh Matheson David Maxwell Jim Clark Frederick Smallbone Leonard Robertson Patrick Sweeney | Neuseeland Ivan Sutherland Trevor Coker Peter Dignan Lindsay Wilson Athol Earl Dave Rodger Alexander McLean Tony Hurt Simon Dickie |

| Konkurrenz                  | Gold | Silber | Bronze |
| --------------------------- | --- | --- | --- |
| Einer                       | Christine Scheiblich | Joan Lind | Jelena Antonowa |
| Doppelzweier                | Bulgarien Swetla Ozetowa Sdrawka Jordanowa | DDR Sabine Jahn Petra Boesler | Sowjetunion Eleonora Kaminskaitė Genovaitė Ramoškienė                                                                                              |
| Zweier ohne Steuerfrau      | Bulgarien Sika Kelbetschewa Stojanka Gruitschewa                                                                                              | DDR Angelika Noack Sabine Dähne | BR Deutschland Edith Eckbauer Thea Einöder |
| Doppelvierer mit Steuerfrau | DDR Anke Borchmann Jutta Lau Viola Poley Roswietha Zobelt Liane Weigelt                                                                       | Sowjetunion Anna Kondraschina Mira Brjunina Larissa Alexandrowa Galina Jermolajewa Nadeschda Tschernyschowa                                                    | Rumänien Ioana Tudoran Maria Micșa Felicia Afrăsiloaie Elisabeta Lazăr Elena Giurcă                                                                |
| Vierer mit Steuerfrau       | DDR Karin Metze Bianka Schwede Gabriele Lohs Andrea Kurth Sabine Heß                                                                          | Bulgarien Kapka Georgiewa Ginka Gjurowa Marijka Modewa Liljana Wassewa Reni Jordanowa                                                                          | Sowjetunion Ljudmila Krochina Lidija Krylowa Galina Mischenina Anna Passocha Nadeschda Sewostjanowa                                                |
| Achter                      | DDR Viola Goretzki Christiane Knetsch Ilona Richter Brigitte Ahrenholz Monika Kallies Henrietta Ebert Helma Lehmann Irina Müller Marina Wilke | Sowjetunion Ljubow Talalajewa Nadeschda Roschtschina Klavdija Koženkova Olena Subko Olha Kolkowa Nadeschda Roschon Olha Husenko Nelli Tarakanowa Olha Puhowska | Vereinigte Staaten Jacqueline Zoch Anita DeFrantz Carie Graves Marion Greig Anne Warner Margaret McCarthy Carol Brown Gail Ricketson Lynn Silliman |

## Ergebnisse

### Männer

#### Einer
| Platz | Land | Sportler            | Zeit (min)         |
| ----- | ---- | ------------------- | ------------------ |
| 1     | FIN  | Pertti Karppinen    | 7:29,03            |
| 2     | FRG  | Peter-Michael Kolbe | 7:31,67            |
| 3     | GDR  | Joachim Dreifke     | 7:38,03            |
| 4     | IRL  | Seán Drea           | 7:42,53            |
| 5     | URS  | Mykola Dowhan       | 7:57,39            |
| 6     | ARG  | Ricardo Ibarra      | 8:03,35            |
| 7     | USA  | Jim Dietz           | 7:58,70 (B-Finale) |
| 8     | AUS  | Edward Hale         | 7:58,86 (B-Finale) |

#### Doppelzweier
| Platz | Land | Sportler                            | Zeit (min)         |
| ----- | ---- | ----------------------------------- | ------------------ |
| 1     | NOR  | Frank Hansen Alf Hansen             | 7:13,20            |
| 2     | GBR  | Christopher Baillieu Michael Hart   | 7:15,26            |
| 3     | GDR  | Hans-Ulrich Schmied Jürgen Bertow   | 7:15,45            |
| 4     | URS  | Jewgeni Barbakow Gennadi Korschikow | 7:18,87            |
| 5     | FRG  | Peter Becker Gerhard Kroschewski    | 7:22,15            |
| 6     | FRA  | Jean-Noël Ribot Jean-Michel Izart   | 7:50,18            |
| 7     | ITA  | Umberto Ragazzi Silvio Ferrini      | 7:15,21 (B-Finale) |
| 8     | USA  | William Belden Lawrence Klecatsky   | 7:16,59 (B-Finale) |

#### Zweier ohne Steuermann
| Platz | Land | Sportler                       | Zeit (min)         |
| ----- | ---- | ------------------------------ | ------------------ |
| 1     | GDR  | Jörg Landvoigt Bernd Landvoigt | 7:23,31            |
| 2     | USA  | Calvin Coffey Mike Staines     | 7:26,73            |
| 3     | FRG  | Peter van Roye Thomas Strauß   | 7:30,03            |
| 4     | YUG  | Zlatko Celent Duško Mrduljaš   | 7:34,17            |
| 5     | BUL  | Walentin Stoew Georgi Georgiew | 7:37,42            |
| 6     | TCH  | Vojtěch Caska Miroslav Knapek  | 7:51,06            |
| 7     | URS  | Gennadi Kinko Tiit Helmja      | 7:26,27 (B-Finale) |
| 8     | FIN  | Leo Ahonen Kari Hanska         | 7:29,09 (B-Finale) |

#### Zweier mit Steuermann
| Platz | Land | Sportler                                                    | Zeit (min)         |
| ----- | ---- | ----------------------------------------------------------- | ------------------ |
| 1     | GDR  | Harald Jährling Friedrich-Wilhelm Ulrich Georg Spohr (Stm.) | 7:58,99            |
| 2     | URS  | Dmitri Bechterew Juri Schurkalow Juri Lorenzson (Stm.)      | 8:01,82            |
| 3     | TCH  | Oldřich Svojanovský Pavel Svojanovský Ludvík Vébr (Stm.)    | 8:03,28            |
| 4     | BUL  | Rumen Christow Zwetan Petkow Todor Kischew (Stm.)           | 8:11,27            |
| 5     | ITA  | Primo Baran Annibale Venier Franco Venturini (Stm.)         | 8:15,97            |
| 6     | POL  | Ryszard Stadniuk Grzegorz Stellak Ryszard Kubiak (Stm.)     | 8:23,02            |
| 7     | GBR  | Neil Christie James MacLeod David Webb (Stm.)               | 8:06,93 (B-Finale) |
| 8     | FRG  | Klaus Jäger Winfried Ringwald Holger Hocke (Stm.)           | 8:09,02 (B-Finale) |

#### Doppelvierer
| Platz | Land | Sportler                                                                  | Zeit (min)         |
| ----- | ---- | ------------------------------------------------------------------------- | ------------------ |
| 1     | GDR  | Wolfgang Güldenpfennig Rüdiger Reiche Karl-Heinz Bußert Michael Wolfgramm | 6:18,65            |
| 2     | URS  | Jewgeni Dulejew Juri Jakimow Aivars Lazdenieks Vytautas Butkus            | 6:19,89            |
| 3     | TCH  | Jaroslav Hellebrand Václav Vochoska Zdeněk Pecka Vladek Lacina            | 6:21,77            |
| 4     | FRG  | Michael Gentsch Norbert Kothe Helmut Krause Helmut Wolber                 | 6:24,81            |
| 5     | BUL  | Jordan Waltschew Mintscho Nikolow Christo Schelew Eftim Gersilow          | 6:32,04            |
| 6     | USA  | Peter Cortes Kenneth Foote Neil Halleen John Van Blom                     | 6:34,33            |
| 7     | FRA  | Charles Imbert Patrick Morineau Roland Thibaut Roland Weill               | 6:28,60 (B-Finale) |
| 8     | SUI  | Denis Oswald Hans Ruckstuhl Jürg Weitnauer Reto Wyss                      | 6:29,61 (B-Finale) |

#### Vierer ohne Steuermann
| Platz | Land | Sportler                                                                   | Zeit (min)         |
| ----- | ---- | -------------------------------------------------------------------------- | ------------------ |
| 1     | GDR  | Siegfried Brietzke Andreas Decker Stefan Semmler Wolfgang Mager            | 6:37,42            |
| 2     | NOR  | Ole Nafstad Arne Bergodd Finn Tveter Rolf Andreassen                       | 6:41,22            |
| 3     | URS  | Raul Arnemann Nikolai Kusnezow Waleri Dolinin Anuschawan Gassan-Dschalalow | 6:42,52            |
| 4     | NZL  | Bob Murphy Grant McAuley Des Lock David Lindstrom                          | 6:43,23            |
| 5     | CAN  | Brian Dick Phil Monckton Andrew van Ruyven Ian Gordon                      | 6:46,11            |
| 6     | FRG  | Bernhard Foelkel Klaus Roloff Wolfgang Horak Gabriel Konertz               | 6:47,44            |
| 7     | BUL  | Dimitar Walow Dimitar Janakiew Teodor Mrankow Rumjan Christow              | 6:41,36 (B-Finale) |
| 8     | USA  | Tony Dean Brooks Jim Moroney Gary Piantedosi Hugh Stevenson                | 6:43,06 (B-Finale) |

#### Vierer mit Steuermann
| Platz | Land | Sportler                                                                                        | Zeit (min)         |
| ----- | ---- | ----------------------------------------------------------------------------------------------- | ------------------ |
| 1     | URS  | Wladimir Jeschinow Nikolai Iwanow Michail Kusnezow Alexander Klepikow Alexander Lukjanow (Stm.) | 6:40,22            |
| 2     | GDR  | Andreas Schulz Rüdiger Kunze Walter Dießner Ullrich Dießner Johannes Thomas (Stm.)              | 6:42,70            |
| 3     | FRG  | Hans-Johann Färber Ralph Kubail Siegfried Fricke Peter Niehusen Hartmut Wenzel (Stm.)           | 6:46,96            |
| 4     | TCH  | Otakar Mareček Karel Neffe Milan Suchopár Vladimír Jánoš Vladimír Petříček (Stm.)               | 6:50,15            |
| 5     | BUL  | Latschesar Bojtschew Natscho Mintschew Iwan Botew Kiril Kirtschew Nenko Dobrew (Stm.)           | 6:52,88            |
| 6     | NZL  | Viv Haar Danny Keane Tim Logan Ian Boserio David Simmons (Stm.)                                 | 7:00,17            |
| 7     | IRL  | Mick Ryan Jim Muldoon Willie Ryan Christy O’Brien Liam Redmond (Stm.)                           | 6:49,56 (B-Finale) |
| 8     | POL  | Jerzy Broniec Adam Tomasiak Jerzy Ulczyński Ryszard Burak Włodzimierz Chmielewski (Stm.)        | 6:51,85 (B-Finale) |

#### Achter
| Platz | Land | Sportler | Zeit (min)         |
| ----- | ---- | --- | ------------------ |
| 1     | GDR  | Bernd Baumgart, Gottfried Döhn, Werner Klatt, Roland Kostulski, Hans-Joachim Lück, Dieter Wendisch, Ulrich Karnatz, Karl-Heinz Prudöhl, Karl-Heinz Danielowski (Stm.)  | 5:58,29            |
| 2     | GBR  | Richard Lester, John Yallop, Timothy Crooks, Hugh Matheson, David Maxwell, Jim Clark, Frederick Smallbone, Leonard Robertson, Patrick Sweeney (Stm.)                   | 6:00,82            |
| 3     | NZL  | Ivan Sutherland, Trevor Coker, Peter Dignan, Lindsay Wilson, Athol Earl, Dave Rodger, Alexander McLean, Tony Hurt, Simon Dickie (Stm.)                                 | 6:03,51            |
| 4     | FRG  | Reinhard Wendemuth, Bernd Truschinski, Frank Schütze, Frithjof Henckel, Wolfram Thiem, Volker Sauer, Otmar Kaufhold, Wolf-Dietrich Oschlies, Helmut Latz (Stm.)        | 6:06,15            |
| 5     | AUS  | Islay Lee, Ian Clubb, Tim Conrad, Robert Paver, Gary Uebergang, Athol MacDonald, Peter Shakespear, Brian Richardson, Stuart Carter (Stm.)                              | 6:09,75            |
| 6     | TCH  | Pavel Konvička, Václav Mls, Josef Plamínek, Josef Pokorný, Karel Mejta junior, Josef Neštický, Lubomír Zapletal, Miroslav Vraštil, Jiří Pták (Stm.)                    | 6:14,29            |
| 7     | URS  | Alexander Schitow, Antanas Čikotas, Wassili Potapow, Alexander Pljuschkin, Anatoli Nemtyrjow, Igor Konnow, Anatoli Iwanow, Wladimir Wassiljew, Wladimir Scharow (Stm.) | 6:05,88 (B-Finale) |
| 8     | CAN  | Edgar Smith, Dirk Gidney, George Tintor, James Henniger, Patrick Croskerry, Mel LaForme, Ron Burak, Alexander Manson, Robert Choquette (Stm.)                          | 6:09,03 (B-Finale) |

### Frauen

#### Einer
| Platz | Land | Sportlerin                | Zeit (min)         |
| ----- | ---- | ------------------------- | ------------------ |
| 1     | GDR  | Christine Scheiblich      | 4:05,56            |
| 2     | USA  | Joan Lind                 | 4:06,21            |
| 3     | URS  | Jelena Antonowa           | 4:10,24            |
| 4     | BUL  | Rossiza Spassowa          | 4:10,86            |
| 5     | NED  | Ingrid Munneke-Dusseldorp | 4:18,71            |
| 6     | HUN  | Mariann Ambrus            | 4:22,59            |
| 7     | FRA  | Annick Anthoine           | 4:19,14 (B-Finale) |
| 8     | FRG  | Christel Agrikola         | 4:23,49 (B-Finale) |

#### Doppelzweier
| Platz | Land | Sportlerinnen                             | Zeit (min)         |
| ----- | ---- | ----------------------------------------- | ------------------ |
| 1     | BUL  | Swetla Ozetowa Sdrawka Jordanowa          | 3:44,36            |
| 2     | GDR  | Sabine Jahn Petra Boesler                 | 3:47,86            |
| 3     | URS  | Eleonora Kaminskaitė Genovaitė Ramoškienė | 3:49,93            |
| 4     | NOR  | Ingun Brechan Solfrid Johansen            | 3:52,18            |
| 5     | USA  | Diane Braceland Jan Palchikoff            | 3:58,25            |
| 6     | CAN  | Bev Cameron Cheryl Howard                 | 4:06,23            |
| 7     | NED  | Helie Klaasse Andrea Vissers              | 4:03,37 (B-Finale) |
| 8     | TCH  | Miluše Neffeová Zuzana Prokešová          | 4:03,66 (B-Finale) |

#### Zweier ohne Steuerfrau
| Platz | Land | Sportlerinnen                                 | Zeit (min)         |
| ----- | ---- | --------------------------------------------- | ------------------ |
| 1     | BUL  | Sika Kelbetschewa Stojanka Gruitschewa        | 4:01,22            |
| 2     | GDR  | Angelika Noack Sabine Dähne                   | 4:01,64            |
| 3     | FRG  | Edith Eckbauer Thea Einöder                   | 4:02,35            |
| 4     | URS  | Natalija Horodilowa Hanna Karnauschenko       | 4:03,27            |
| 5     | CAN  | Elizabeth Craig Tricia Smith                  | 4:08,09            |
| 6     | ROU  | Marinela Maxim Marlena Predescu-Zagoni        | 4:15,44            |
| 7     | USA  | Sue Morgan Laura Staines                      | 4:02,91 (B-Finale) |
| 8     | POL  | Małgorzata Kawalska Anna Krzemińska-Karbowiak | 4:03,26 (B-Finale) |

#### Doppelvierermit Steuerfrau
| Platz | Land | Sportlerinnen                                                                                            | Zeit (min)         |
| ----- | ---- | --- | ------------------ |
| 1     | GDR  | Anke Borchmann Jutta Lau Viola Poley Roswietha Zobelt Liane Weigelt (Stf.)                               | 3:29,99            |
| 2     | URS  | Anna Kondraschina Mira Brjunina Larissa Alexandrowa Galina Jermolajewa Nadeschda Tschernyschowa (Stf.)   | 3:32,49            |
| 3     | ROU  | Ioana Tudoran Maria Micșa Felicia Afrăsiloaie Elisabeta Lazăr Elena Giurcă (Stf.)                        | 3:32,76            |
| 4     | BUL  | Iskra Welinowa Werka Alexiewa Trojanka Wassilewa Swetlana Gintschewa Stanka Georgiewa (Stf.)             | 3:34,13            |
| 5     | TCH  | Marie Bartáková Hana Kavková Anna Marešová Jarmila Pátková Alena Svobodová (Stf.)                        | 3:42,53            |
| 6     | DEN  | Judith Andersen Else Mærsk-Kristensen Karen Margrethe Nielsen Kirsten Thomsen Kirsten Plum Jensen (Stf.) | 3:46,99            |
| 7     | USA  | Lisa Hansen Liz Hills Karen McCloskey Claudia Schneider Irene Moreno (Stf.)                              | 3:46,06 (B-Finale) |
| 8     | HUN  | Ilona Bata Valéria Gyimesi Kamilla Kosztolányi Erzsébet Nagy Ágnes Szijj (Stf.)                          | 3:55,33 (B-Finale) |

#### Vierer mit Steuerfrau
| Platz | Land | Sportlerinnen                                                                                           | Zeit (min)         |
| ----- | ---- | --- | ------------------ |
| 1     | GDR  | Karin Metze Bianka Schwede Gabriele Lohs Andrea Kurth Sabine Heß (Stf.)                                 | 3:45,08            |
| 2     | BUL  | Ginka Gjurowa Marijka Modewa Liljana Wassewa Reni Jordanowa Kapka Georgiewa (Stf.)                      | 3:48,24            |
| 3     | URS  | Ljudmila Krochina Galina Mischenina Anna Passocha Nadeschda Sewostjanowa Lidija Krylowa (Stf.)          | 3:49,38            |
| 4     | ROU  | Aurelia Marinescu Elena Oprea Florica Petcu-Dospinescu Filigonia Tol Aneta Matei (Stf.)                 | 3:51,17            |
| 5     | NED  | Hette Borrias Ans Gravesteijn Myriam van Rooyen-Steenman Liesbeth Vosmaer-de Bruin Monique Pronk (Stf.) | 3:54,36            |
| 6     | USA  | Pam Behrens Judy Geer Catherine Menges Nancy Storrs Mimi Kellogg (Stf.)                                 | 3:56,50            |
| 7     | CAN  | Monika Draeger Joy Fera Linda Schaumleffel Dolores Young Barbara Mutch (Stf.)                           | 3:46,18 (B-Finale) |
| 8     | GBR  | Pauline Bird-Hart Diana Bishop Clare Grove Gillian Webb Pauline Wright (Stf.)                           | 3,45,53 (B-Finale) |

#### Achter
| Platz | Land | Sportlerinnen | Zeit (min)            |
| ----- | ---- | --- | --------------------- |
| 1     | GDR  | Viola Goretzki, Christiane Knetsch, Ilona Richter, Brigitte Ahrenholz, Monika Kallies, Henrietta Ebert, Helma Lehmann, Irina Müller, Marina Wilke (Stf.)                                        | 3:33,32               |
| 2     | URS  | Ljubow Talalajewa, Nadeschda Roschtschina, Klavdija Koženkova, Olena Subko, Olha Kolkowa, Nadeschda Roschon, Olha Husenko, Nelli Tarakanowa, Olha Puhowska (Stf.)                               | 3:36,17               |
| 3     | USA  | Jacqueline Zoch, Anita DeFrantz, Carie Graves, Marion Greig, Anne Warner, Margaret McCarthy, Carol Brown, Gail Ricketson, Lynn Silliman (Stf.)                                                  | 3:38,68               |
| 4     | CAN  | Susan Antoft, Gail Cort, Mazina Delure, Carol Eastmore, Nancy Higgins, Christine Neuland, Wendy Pullan, Rhonda Ross, Illoana Smith (Stf.)                                                       | 3:39,52               |
| 5     | FRG  | Eva Dick, Isolde Eisele, Erika Endriss, Hiltrud Gürtler, Brigitte Kiesow, Waltraud Roick, Marianne Weber, Monika Zipplies, Ingrid Huhn-Wagener (Stf.)                                           | 3:41,06               |
| 6     | ROU  | Elena Avram, Marioara Constantin, Aurelia Marinescu, Georgeta Militaru-Maşca, Iuliana Munteanu, Elena Oprea, Florica Petcu-Dospinescu, Filigonia Tol, Aneta Matei (Stf.)                        | 3:44,79               |
| 7     | POL  | Anna Brandysiewicz, Róża Data, Mieczysława Franczyk, Aleksandra Kaczyńska, Danuta Konkalec, Bogusława Kozłowska-Tomasiak, Maria Stadnicka, Barbara Wenta-Wojciechowska, Dorota Zdanowska (Stf.) | 3:32,48 (im B-Finale) |
| 8     | NED  | Karin Abma, Joke Dierdorp, Barbara de Jong, Maria Kusters-ten Beitel, Liesbeth Pascal-de Graaff, Marleen van Rij, Annette Schortinghuis-Poelenije, Loes Schutte, Evelien Koogje (Stf.)          | 3:35,87 (im B-Finale) |